# سیارک ۴۹۰۰
سیارک ۴۹۰۰ (به انگلیسی: 4900 Maymelou، نامگذاری:1988ME) چهار هزار و نهصدمین سیارک کشف شده‌است که در ۱۶ ژوئن ۱۹۸۸ کشف شد.
قدر مطلق سیارک برابر ۱۳٫۰۰ است.